# Sharp Shooters
Pour plus de détails, voir Fiche technique et Distribution.
Sharp Shooters est une comédie muette américaine de 1928 réalisée par John G. Blystone et mettant en vedette George O'Brien, Lois Moran et Noah Young.

## Fiche technique
- Réalisateur : John G. Blystone
- Production : Fox Film
- Durée : 60 minutes (6 bobines)[2].

## Distribution
- George O'Brien
- Lois Moran
- Noah Young